# Patasalo (ö i Södra Savolax)
Patasalo är en ö i Finland. Den ligger i sjön Puruvesi och i kommunen Nyslott i  landskapet Södra Savolax, i den sydöstra delen av landet, 300 km nordost om huvudstaden Helsingfors. Öns area är 3,47 kvadratkilometer och dess största längd är 4,7 kilometer i sydöst-nordvästlig riktning.